# 増本尚
増本 尚（ますもと なお、1999年10月16日 - ）は、日本の俳優である。
静岡県浜松市出身。石原プロモーションを経て舘プロ所属。

## 来歴
静岡県立浜松湖東高等学校卒業。
日本大学芸術学部卒業。2016年4月に「石原プロ次世代スター発掘オーディション」で特別賞を受賞し、石原プロモーションに所属する。同年の石原裕次郎の命日に同期のグランプリの神田穣と準グランプリの岩永ジョーイと共にお披露目された。
2021年4月、石原プロモーションの解散に伴い、舘ひろしが設立した舘プロに所属する。
特技は、歌とサッカーで趣味は、音楽鑑賞と映画鑑賞でまた、好きなグループはEXILEである。また、高校ではサッカー部に所属していた。

## 主な出演作品

### テレビドラマ
- クロスロード〜群衆の正義〜（NHKBSP、2018年）
- 大河ドラマ（NHK）
  - いだてん〜東京オリムピック噺〜（2019年）
  - 麒麟がくる（2020年） - 織田信興 役
  - 青天を衝け（2021年） - 塩田三郎 役
- わたし旦那をシェアしてた（読売テレビ、2019年）
- 剣樹抄〜光圀公と俺〜（2021年11月5日 - 12月24日、NHK BSプレミアム） - 小姓 役
- 夜ドラ 卒業タイムリミット 第6話・第10話（2022年4月12日・19日、NHK総合）- 警察官 役
- 女神の教室〜リーガル青春白書〜（2023年1月9日 - 、フジテレビ） - 浜口大和 役[1]
- 育休刑事 第1話（2023年4月18日、NHK総合・NHK BS4K） - 棚田 役
- 生ドラ!東京は24時 -Starting Over-（2024年3月28日、フジテレビ） - 二瓶晴人 役[2]
- ブルーモーメント 第5話（2024年5月22日、フジテレビ） - 畑中大輔 役

### バラエティ番組
- ダウンタウンなう（フジテレビ、VTR出演）

### 配信ドラマ
- サラリーマン山崎シゲル（2025年7月1日 - 、FOD SHORT）[3]

### CM
- 日本大学

### 舞台
- 甦夢THEATRE『黄金仮面-masque dore-』（2024年10月11日 - 20日、天王洲 銀河劇場） - 木々太郎 役[4]